# Volker Wasmuth
Volker Wasmuth (* 12. Mai 1959 in Dortmund) ist ehemaliger Chefredakteur des deutschen Nachrichtensenders n-tv.

## Leben
Nach dem Studium der Germanistik, Publizistik und Philosophie arbeitete er als Freier Journalist für die Münstersche Zeitung, das ZDF und den WDR.
Zwischen 1989 und 1991 war Wasmuth beim RTL-Frühstücksfernsehen als Redakteur und Moderator aktiv. Danach wechselte er als Chef vom Dienst und Moderator zur Hauptnachrichtensendung RTL aktuell.
Von 1994 bis 2003 war er Chef vom Dienst und zweiter Redaktionsleiter beim RTL Nachtjournal. Danach kam er als Nachrichtenchef zum Nachrichtensender n-tv. Von 2006 bis 2013 war Wasmuth auch Chefredakteur des Senders.
2014 gründete er ein TV-Produktions- und Beratungsunternehmen, dessen alleiniger Geschäftsführer er ist.